# Secuestro de perros
El secuestro de perros es el delito de arrebatar un perro a su dueño.
Históricamente, en Estados Unidos se robaban perros y se vendían para la investigación médica, pero la introducción de la Ley de Bienestar Animal de 1966 redujo estos casos. El beneficio que obtienen los secuestradores de perros varía en función del valor del perro o de la cantidad que sus propietarios originales estén dispuestos a pagar como rescate. Las organizaciones caninas recomiendan la colocación de microchips en los perros para facilitar la devolución del animal a sus legítimos dueños.

## Historia en Estados Unidos y el Reino Unido
El secuestro de perros no es un hecho reciente, ya que se han registrado casos de perros secuestrados desde la década de 1930. Los estudiantes de Harvard secuestraron a la mascota de Yale, Handsome Dan II, en marzo de 1934, lo que fue reportado por los medios de comunicación como "secuestro de perros". En julio del mismo año, lo que fue considerado por la prensa como el primer caso de secuestro de perros en Chicago se resolvió con la devolución de un Boston Terrier llamado Kids Boot Ace, que había estado desaparecido durante cinco meses.
El primer caso destacado de secuestro de perros para obtener un rescate económico se produjo en 1948. El editor de la revista House & Garden, Richardson Wright, sufrió el secuestro de un cachorro pequinés por parte de un automovilista que pasaba por allí y que posteriormente le llamó por teléfono para exigirle "todo el dinero que pueda pagar" por la devolución del perro. En 1952, los medios de comunicación informaron de la existencia de bandas de secuestradores de perros. Durante este periodo, los laboratorios de investigación compraban perros "de contrabando" para experimentar, y los patrones de robos eran evidentes, con tipos específicos de perros que desaparecían en determinados momentos. Esto hizo que se considerara la posibilidad de utilizar perros obtenidos de los guardianes de perros en lugar de destruirlos, con el fin de reducir el mercado de los secuestradores de perros para vender los perros robados.
Las bandas suelen trasladar los perros fuera del estado para revenderlos. Además de vender los perros para la investigación científica, los secuestradores de perros a veces los devolvían simplemente para cobrar la recompensa fijada por sus propietarios. Un secuestrador de perros que habló con los congresistas sobre el delito a cambio de que se protegiera su identidad declaró que "Si llevaban un collar, intentaba conseguir una recompensa por ellos, porque muchas veces a una persona le gustaría recuperar un perro. Una vez conseguí 5 dólares por devolver dos Basset Hounds".
Con el aumento de la popularidad de las exhibiciones de conformación, los perros de exhibición empezaron a ser un objetivo específico. En 1959, diez Caniches valorados en un total de 25.000 dólares fueron rescatados por una suma de 5.000 dólares en el estado de Nueva York. En este caso, los perros fueron sustraídos por un grupo de tres mujeres, entre ellas una que había trabajado para el propietario de los perros como peluquera. Los cargos presentados fueron los de robo.
En 1965, los secuestradores de perros tenían como objetivo perros específicos que se utilizaban en las carreras de galgos. Un perro llamado Hi Joe, valorado por sus dueños en unos 14.000 dólares, fue sacado de su perrera en Londres, Inglaterra. Se pensó que el perro iba a ser llevado a Escocia para ser corrido con el fin de ganar dinero para sus secuestradores, ya que el perro había ganado todas sus últimas seis carreras. Este fue el primer secuestro de perros registrado en Gran Bretaña.

### La ley de secuestro de perros
A mediados de la década de 1960, se pedían leyes para evitar el secuestro de perros. El Congreso de los Estados Unidos ya estaba trabajando en una legislación para restringir la manipulación y la venta de animales para la investigación cuando se secuestró un dálmata como mascota en Pensilvania durante junio de 1965, y diez días después se informó de la muerte de un dálmata durante una cirugía cardíaca experimental en un hospital de Nueva York. Se pensó que el perro era el mismo animal, ya que se localizó en una granja que suministraba dos dálmatas a ese hospital, pero cuando se descubrió que los perros se entregaban directamente en el hospital y no en la granja, el cadáver del perro había sido incinerado. Este incidente inició una serie de acontecimientos que llevaron al Congreso a debatir el asunto. Los dos senadores que lideraron el impulso de una nueva ley fueron Joseph S. Clark y Joseph Resnick.
Los que se oponían al proyecto de ley argumentaban que se robaban muy pocos animales de investigación, mientras que Clark sostenía que era natural convertir el secuestro de perros en un delito federal, puesto que ya era ilegal transportar coches y ganado robados a través de las fronteras estatales. La American Humane Society presentó pruebas de la existencia de redes de robo de perros en Delaware, Pensilvania, Nueva Jersey y Nueva York; y otro testigo declaró que a los chicos se les pagaba 2 dólares por cada perro que entregaban a un traficante.
Las organizaciones de investigación médica trataron de cambiar el proyecto de ley eliminando las referencias a los animales que no fueran perros o gatos, diciendo que: "Impondría una carga casi imposible de regular el tráfico de peces, ranas, tortugas, reptiles, aves y las muchas otras formas de mamíferos utilizadas en los laboratorios". Se dice que el Senado recibió más correo sobre el proyecto de ley de secuestro de perros que sobre los proyectos de ley relacionados con el Movimiento de los Derechos Civiles o la Guerra de Vietnam. Durante su presentación, el proyecto de ley se conocía como "La ley de secuestro de perros"; una vez presentada, se convirtió en la Ley de Bienestar Animal de 1966.

### Años 70 y posteriores
Tras la introducción de la Ley de Bienestar Animal en 1966, el comercio del secuestro de perros simplemente se trasladó a otras fuentes de ingresos. Se descubrió que las tiendas de animales compraban perros robados y que algunos laboratorios seguían aceptándolos. Periódicos como Los Angeles Times publicaron artículos en los que se aconsejaba a los lectores cómo evitar que sus perros fueran robados.
Los famosos siguieron siendo el objetivo, y el perro del piloto de la NASCAR Junior Johnson fue devuelto tras ofrecer una recompensa de 1.000 dólares; un grupo de tres hombres dijo que simplemente habían encontrado el perro, aunque cuando se reunieron con Johnson tuvieron la precaución de cubrir la matrícula de su coche con una bolsa de papel. En 1976, sólo en Chicago se llevaban más de un centenar de perros al mes para pedir un rescate. En 1978, un perro de exposición bóxer fue secuestrado en la exposición canina de Crufts , en Inglaterra, para ser encontrado tiempo después tras ser llevado a Battersea Dogs and Cats Home.
Las estadísticas del Reino Unido muestran que en 2006 se robaban más de trescientos perros al año, y se mencionan casos de robo de perros por parte de bandas implicadas en comunidades itinerantes irlandesas.
El American Kennel Club comenzó a rastrear los robos de mascotas en Estados Unidos en 2007, y descubrió que sólo en 2009 se había producido un aumento del 30% en este tipo de delitos.
En los últimos años, las celebridades siguen siendo el objetivo: el Shar Pei de la estrella teatral británica del West End, Sheridan Smith, ha sido sustraído dos veces en el espacio de un mes, y la policía cree que se trata de un delito reincidente. La primera vez que el perro desapareció, fue reconocido por el personal de Battersea Dogs and Cats Home después de que el DJ Chris Moyles hiciera un llamamiento durante su programa de desayuno en la BBC Radio 1.
En 2009 se encontraron dos perros robados en un quirófano de la universidad más antigua de Sudamérica. Aunque la universidad admitió que utilizaba perros con fines educativos, el rector de la Universidad de San Marcos de Perú negó que hubieran pagado a secuestradores de perros para que los utilizaran como especímenes en las clases.
El secuestro de perros ha evolucionado a lo largo de los años, y uno de los métodos utilizados por los posibles delincuentes consiste en responder a los anuncios publicados en Internet de venta de cachorros y entrar en las casas de las familias haciéndose pasar por compradores para ver los perros antes de robarlos bajo amenaza de violencia.

## Robo por peleas de perros
En las peleas ilegales de perros en el Reino Unido, los animales domésticos robados, como perros pequeños y gatos, se utilizan como "cebo" para entrenar a los caninos para las peleas.
En lo que respecta a las peleas ilegales de perros en Estados Unidos, National Geographic señaló que no existen estadísticas sobre el número de animales domésticos que son robados y utilizados como cebo por los círculos de peleas de perros cada año. Patricia Wagner, jefa del Grupo de Trabajo Nacional sobre Peleas Ilegales de Animales de la Sociedad Humanitaria de Estados Unidos, ofreció la declaración "Creo que todos los estados tienen un problema con ello, lo sepan o no".

## Robo a cambio de un rescate en Irlanda
En diciembre de 2016, en el condado de Tipperary (Irlanda), un galgo muy valioso, con un valor de cría de aproximadamente 1.000.000 de euros, fue sustraído de las perreras de su entrenador. Un día después del incidente, miembros armados de la policía irlandesa, la Garda Síochána, recuperaron el perro de manos de conocidos delincuentes en el condado de Kilkenny y se informó de que se había pedido un rescate. El secuestro se comparó con la desaparición en los años 80 del caballo de carreras Shergar.

## Prevención
A los perros se les puede implantar un microchip que los haga identificables en caso de ser encontrados. Esto permite identificar a un perro a menos que el chip se haya retirado o se haya degradado, asimilado o desactivado de alguna manera. Métodos similares, como la toma de muestras de ADN o el tatuaje en las orejas, se utilizan para identificar a los animales y disuadir a los ladrones de perros. Otros dispositivos de prevención son las luces intermitentes en el collar del perro y las correas resistentes sujetas al collar.
Antes de que se introdujeran las técnicas modernas de identificación, se sugería tatuar a los perros con una marca de identificación única. Las distintas organizaciones utilizaban marcas diferentes; por ejemplo, el National Dog Registry sugería que se utilizara el número de la seguridad social del propietario, mientras que el American Kennel Club afirmaba que el número de registro del perro debía tatuarse en el interior de la pata trasera, cerca del cuerpo; el United Kennel Club sugería un uso similar de sus números de registro.
En marzo de 2021, la policía de Nottinghamshire se convirtió en el primer cuerpo de policía del Reino Unido en nombrar a un responsable de robos de perros. Además de asumir un papel de liderazgo en la investigación de los casos de secuestro de perros, el inspector trabajará con la Sección Canina de la Policía de Nottinghamshire para elaborar consejos para los propietarios sobre cómo mantener a salvo a su mascota, y desarrollará una "Coalición Canina" con las organizaciones de bienestar canino para trabajar juntos tanto para hacer frente al azote del robo de perros a nivel local, como para presionar al Gobierno para que endurezca las penas para los secuestradores de perros.

## En la cultura popular
En la película Beethoven, de 1992, aparece Herman Varnick junto con Harvey y Vernon, que secuestra a varios perros para hacerles pruebas. En la novela de Dodie Smith 101 dálmatas, su secuela El ladrido de las estrellas y sus adaptaciones animadas y de acción real, Cruella De Vil roba cachorros de dálmata para hacerse un abrigo de piel. En el corto de Mickey Mouse de 1934, The Dognapper, Pedro secuestra a Fifí. En la película Killing Them Softly, Russell se esconde de la mafia y se traslada a Florida para vender perros secuestrados.